# Křičeň
Křičeň är en ort i Tjeckien.   Den ligger i regionen Pardubice, i den centrala delen av landet, 90 km öster om huvudstaden Prag. Křičeň ligger 239 meter över havet och antalet invånare är 238.
Terrängen runt Křičeň är platt.Runt Křičeň är det tätbefolkat, med 659 invånare per kvadratkilometer. Närmaste större samhälle är Hradec Králové, 17,0 km nordost om Křičeň. Runt Křičeň är det i huvudsak tätbebyggt.